# 宇野経済学
宇野経済学（うのけいざいがく）とは、マルクス経済学の一派で、宇野弘蔵が1930年代の講座派と労農派の対立の止揚を試みることにより、その基礎を打ち立てた。宇野派、宇野学派、宇野シューレとも呼ばれる。

## 三段階論
宇野は経済学の研究を原理論・段階論（発展段階論と表記されることもある）・現状分析という三つの段階に分けた。原理論は論理的に構成された純粋な形での資本主義経済の法則を解明し、段階論は資本主義経済の歴史的な発展段階を把握し、現状分析では原理論や段階論の研究成果を前提として現実の資本主義経済を分析するものとした。この三段階論により、マルクスの『資本論』は原理論、レーニンの『帝国主義論』は段階論に属する著作として位置づけられ、資本主義経済が19世紀の自由主義段階から20世紀の帝国主義段階に移行しても『資本論』は原理論としての有効性を失わない、とされた。

## 社会科学としてのマルクス経済学
宇野はマルクス経済学を社会科学として確立することを目指し、社会主義イデオロギーを理論から排除した。原理論は資本主義経済の法則を解明するだけで、社会主義への移行の必然性を論証するものではないと考えた。この見解はマルクス経済学と社会主義イデオロギーを不可分と見なす主流派の見解と対立するものだったため、強い反発を受けた。宇野は主流派の経済学者たちを「マルクス主義経済学者」と呼んで自身と区別した。
段階論に属する『経済政策論』でも、資本主義経済の歴史的な発展に対応する典型的な経済政策を記述することを課題とし、望ましい経済政策を提示する一般的な経済政策論とは一線を画した。

## 「方法の模写」説
古典派経済学はヨーロッパにおいて資本主義経済とともに発展し、イギリスにおいて資本主義経済が自律的に運動するようになった19世紀に完成した。この過程を宇野は、経済学の対象自身が純粋な形へと歴史的に発展したため、対象を模写する方法を対象自身から受け取ることができた、と捉えた。方法の模写説と呼ばれる。この考え方により、原理論の対象である純粋資本主義はマックス・ウェーバーの理念型とは本質的に異なるものとして位置づけられることになった。

## 価値論の刷新
マルクスは『資本論』冒頭において、商品から使用価値を捨象した場合に残るのは価値実体としての労働のみであるとする、いわゆる「蒸留法」により労働価値論の論証を行った。これに対し宇野は、労働価値論は労働力が商品として売買される資本主義社会において初めて全面的に確立されるのであるから、マルクスのように単なる交換関係から直接労働価値論を説くのは誤りであると考えた。
そのため、宇野『経済原論』は、『資本論』と異なり、まず価値実体論を前提とせずに商品、貨幣、資本を説き、その後「生産論」で初めて労働価値論の論証を行う、という編成を取った。そして労働価値論の論拠を、労働力商品を販売する無産労働者が賃金によって生活資料を買い戻さざるを得ないことに求めた。

## 宇野学派の形成
マルクス経済学から社会主義イデオロギーを排除しようとする姿勢や、『資本論』の様々な難点を指摘して理論の再構築を目指す姿勢は、多くのマルクス主義者やマルクス経済学者から反発を受けた。価値論をめぐる久留間鮫造の批判（『価値形態論と交換過程論』）や経済学方法論をめぐる梅本克己の批判（『社会科学と弁証法』）が代表的なものである。その一方で勤務先の東京大学を中心に継承者も生まれ、宇野学派と呼ばれるグループが形成された。宇野学派の代表的な研究者として、岩田弘、大内秀明、大内力、大島清、桜井毅、鈴木鴻一郎、橋本寿朗、降旗節雄、山口重克らが挙げられる。宇野と継承者の共同作業による研究として『資本論研究』（筑摩書房）などがある。
宇野の「方法の模写」説では、原理論の対象は資本主義経済の純粋化傾向に即して設定される。しかしその考え方によっては原理論の対象を国民経済として外国貿易を捨象することはできない。この点を批判した宇野学派の一部（鈴木鴻一郎、岩田弘など）は世界資本主義論を唱え、原理論は世界資本主義の発展を内的に模写するべきだと主張した。

## 文献
- 宇野弘蔵
  - 『資本論の経済学』(岩波新書 1969年)
  - 『経済原論』（岩波書店 1950-52年）
  - 『経済政策論 改訂版』（弘文堂 1954年）
  - 『価値論』（河出書房 1947年）
  - 『恐慌論』（岩波書店 1953年） のち岩波文庫2010年 ISBN 978-4-00-341511-5[6]
- 岩田弘『世界資本主義』（未來社 1964年）
- 桜井毅『生産価格の理論』（東京大学出版会 1968年）
- 大内力『国家独占資本主義』（東京大学出版会 1970年）こぶし書房より2007年に新たに序文を附した決定版が刊行
- 降旗節雄『帝国主義論の史的展開』（現代評論社 1972年）
- 橋本寿朗『大恐慌期の日本資本主義』（東京大学出版会1984年）
- 山口重克『経済原論講義』（岩波書店 1985年）
- 伊藤誠『資本主義経済の理論』（岩波書店 1989年）
- 侘美光彦『世界大恐慌―1929年恐慌の過程と原因』（御茶の水書房 1994年）
- ロバート・アルブリトン『資本主義発展の段階論―欧米における宇野理論の一展開』（社会評論社 1995年/原書1991年）
- SGCIME編「マルクス経済学の現代的課題」シリーズ（御茶の水書房 2003年-）
- 青木孝平『コミュニタリアン・マルクス-資本主義批判の方向転換』（社会評論社 2008年）
- 小幡道昭『マルクス経済学方法論批判: 変容論的アプローチ』（ 御茶の水書房2012年）
- 菅原陽心『経済原論』（ 御茶の水書房2012年）
- 江原慶『資本主義的市場と恐慌の理論』（日本経済評論社2018年）